# Blond Ambition World Tour Live
Blond Ambition World Tour Live je live video američke pjevačice Madonne. Izdan je kao Laserdisc pod Pioneer Artists. Album prikazuje zadnji koncert na Blond Ambition Tour u Nici 5. kolovoza 1990.
1992. je ovaj album nagrađen s Grammy nagradom za "najbolji duži video". Ovo je ujedno bila i prva Madonnina Grammy nagrada uopće.

## Formati
Pioneer i dalje drži prava na Laserdisc, koji je jedino izdanje i za sada nema najave o izdavanju u obliku DVD-a.

## popis pjesama
1. "Everybody" (Dance intro)
2. "Express Yourself"
3. "Open Your Heart"
4. "Causing a Commotion"
5. "Where's the Party"
6. "Like a Virgin"
7. "Like a Prayer"
8. "Live to Tell/Oh Father"
9. "Papa Don't Preach"
10. "Sooner or Later"
11. "Hanky Panky"
12. "Now I'm Following You"
13. "Material Girl"
14. "Cherish"
15. "Into the Groove"
16. "Vogue"
17. "Holiday"
18. "Family Affair" (Intro)
19. "Keep It Together"